# Cambarus brachydactylus
Cambarus brachydactylus е вид ракообразно от семейство Cambaridae.

## Разпространение и местообитание
Видът е разпространен в САЩ (Тенеси).
Обитава сладководни басейни, реки и потоци.